# Coppa delle Regioni UEFA 2003
La Coppa delle Regioni UEFA 2003 fu la terza edizione della competizione riservata alle rappresentative amatoriali delle regioni europee. La fase finale venne giocata in Germania, dal 22 al 28 giugno 2003 e fu vinta dal Piemonte, regione dell'Italia, che in finale batté la francese Maine 2-1.

## Selezioni qualificate per la fase finale
Girone A
- Asturie
- Piemonte[1]
- Baden-Württemberg
- Canton Ticino

Girone B
- Göyazan
- Maine
- Frisia
- Provincia di Szabolcs-Szatmár-Bereg

## Fase a gironi

### Girone A
| Squadra           | P.ti | G | V | P | S | GF | GS | DR |
| ----------------- | ---- | - | - | - | - | -- | -- | -- |
| Piemonte          | 7    | 3 | 2 | 1 | 0 | 7  | 2  | +5 |
| Baden-Württemberg | 4    | 3 | 1 | 1 | 1 | 6  | 4  | +2 |
| Canton Ticino     | 3    | 3 | 1 | 0 | 2 | 1  | 7  | −6 |
| Asturie           | 2    | 3 | 0 | 2 | 1 | 2  | 3  | −1 |

| Heidenheim an der Brenz 22 giugno 2003 | Baden-Württemberg | 4 – 0 | Canton Ticino |  |

| Heidenheim an der Brenz 22 giugno 2003 | Asturie | 1 – 1 | Piemonte |  |

| Schwäbisch Gmünd 24 giugno 2003 | Canton Ticino | 0 – 3 | Piemonte |  |

| Schwäbisch Gmünd 24 giugno 2003 | Baden-Württemberg | 1 – 1 | Asturie |  |

| Schwäbisch Gmünd 26 giugno 2003 | Canton Ticino | 1 – 0 | Asturie |  |

| Oberkochen 26 giugno 2003 | Piemonte | 3 – 1 | Baden-Württemberg |  |

### Girone B
| Squadra  | P.ti | G | V | P | S | GF | GS | DR |
| -------- | ---- | - | - | - | - | -- | -- | -- |
| Maine    | 6    | 3 | 2 | 0 | 1 | 12 | 6  | +6 |
| Szabolcs | 6    | 3 | 2 | 0 | 1 | 15 | 8  | +7 |
| Frisia   | 4    | 3 | 1 | 1 | 1 | 4  | 9  | −5 |
| Göyazan  | 1    | 3 | 0 | 1 | 2 | 5  | 13 | −8 |

| Wangen im Allgäu 22 giugno 2003 | Szabolcs | 3 – 8 | Maine |  |

| Wangen im Allgäu 22 giugno 2003 | Frisia | 3 – 3 | Göyazan |  |

| Friedrichshafen 24 giugno 2003 | Szabolcs | 6 – 0 | Frisia |  |

| Friedrichshafen 24 giugno 2003 | Maine | 4 – 2 | Göyazan |  |

| Wangen im Allgäu 26 giugno 2003 | Göyazan | 0 – 6 | Szabolcs |  |

| Friedrichshafen 26 giugno 2003 | Maine | 0 – 1 | Frisia |  |

## Finale
| Arbitro: | Kris Hermans |

|             |           |                       |
| Kharraz 83’ | Marcatori | 24’ Borgna 29’ Borgna |